# علی‌پور زیربخش صدرا
علی‌پور زیربخش صدرا (به انگلیسی: Alipore Sadar subdivision) یک منطقهٔ مسکونی در هند است که در بنگال غربی واقع شده‌است.